# Hoboken, Georgia
Hoboken är en ort i Brantley County i delstaten Georgia, USA.